# Beta-pineno
beta-pineno (β-pineno) es un monoterpeno, un compuesto orgánico que se encuentra en las plantas. Es uno de los dos isómeros de pineno, el otro es α-pineno. Es un líquido incoloro soluble en alcohol, pero no en agua. Tiene un olor amaderado -pino verde-.
El Beta Pineno puede extraerse de forma natural de la resina de muchos tipos de coníferas, entre ellas por supuesto el pino, así como del Alcalover no conífero, y del artemisa grande. Este es uno de los compuestos más abundantes dados a conocer en los árboles del bosque. También se encuentra en muchas otras plantas, como el Cannabis. Si se oxida en el aire, produce alílicos pinocarveol y mirtenol de la familia prevalecen.

## Plantas que contienen β-pineno
Muchas plantas de muchas familias botánicas contienen el compuesto, que incluye:
- Cuminum cyminum[5][6]
- Humulus lupulus[7]
- Pinus pinaster[4]